# Berghia amakusana
Berghia amakusana är en snäckart som först beskrevs av Baba 1937.  Berghia amakusana ingår i släktet Berghia och familjen snigelkottar. Inga underarter finns listade i Catalogue of Life.